# آنری پروست

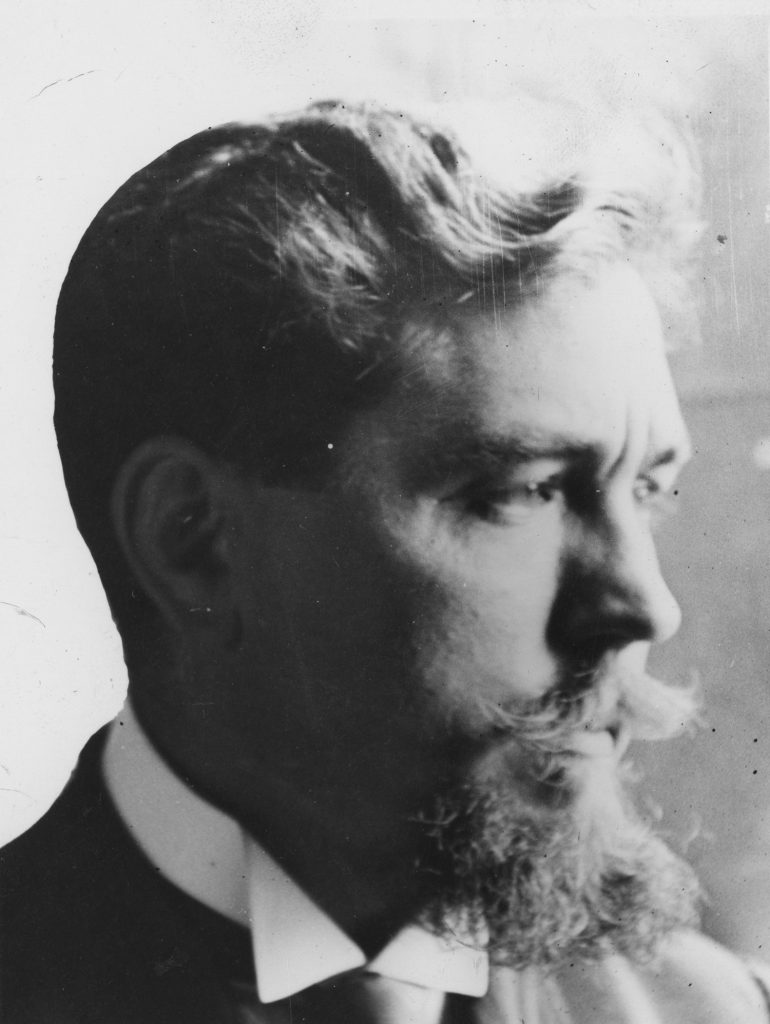
آنری پروست معمار فرانسوی

 آنری پروست (انگلیسی: Henri Prost؛ ۲۵ فوریهٔ ۱۸۷۴ – ۱۶ ژوئیهٔ ۱۹۵۹) یک معمار و برنامه‌ریز شهری اهل فرانسه بود.
وی همچنین برنده جوایزی همچون جایزه بزرگ رم شده است.
تحصیلات خویش را در École Spéciale d'Architecture و École des Beaux-Arts انجام داد